# 므르파티 누산타라 항공
므르파티 누산타라 항공(영어: Merpati Nusantara Airlines)은 인도네시아의 항공사로 허브 공항은 자카르타에 있는 수카르노 하타 국제공항, 주안다 국제공항, 응우라라이 공항이 있으며 1962년에 설립되어 84개의 노선을 운항하고 있다.

## 개요
주로 국내선 노선에 취항하고 있으며 국제선은 동티모르의 딜리와 말레이시아의 쿠알라룸푸르에 취항하고 있으며 규모는 인도네시아 최대 항공사인 가루다 인도네시아에 이어 동부 인도네시아를 중심으로 운항 할 예정이다. 2008년 9월에 본사가 이전되었다.

## 보유 기종
- 2012년 5월 기준으로 므르파티 누산타라 항공은 다음과 같은 기종을 보유하고 있으며 평균 기령은 22.5년이다.[1]